# 埃米尔·尚皮翁
埃米尔·尚皮翁（法語：Émile Champion，1879年8月7日—1921年），法国男子田径运动员，主攻长跑。他曾代表法国参加1900年夏季奥林匹克运动会田径比赛，获得男子马拉松银牌。